# NGC 2142
NGC 2142 is de ster 3 Monocerotis in het sterrenbeeld Eenhoorn. Deze ster werd in 1831 waargenomen door de Britse astronoom John Herschel en kreeg het nummer 2142 in de New General Catalogue omdat verondersteld werd dat ze gehuld was in een nevel.